# Легион (1-й сезон)
Первый сезон телесериала «Легион» основан на персонаже Marvel Comics Дэвиде Хэллере / Легионе, мутанте, у которого в юности была диагностирована шизофрения и который узнаёт, что его болезнь может на самом деле быть сверхспособностью. Сезон связан с серией фильмов о Людях Икс и был выпущен FX Productions совместно с Marvel Television. Ноа Хоули является шоураннером телесериала. 
Дэн Стивенс играет роль Хэллера; Рэйчел Келлер, Обри Плаза, Билл Ирвин, Джереми Харрис, Эмбер Мидфандер, Кэти Аселтон и Джин Смарт также исполняют главные роли в сезоне. FX заказал пилотный эпизод «Легиона» в октябре 2015 года, сценаристом и режиссёром которого выступил Хоули. Шоу было заказано на первый сезон в мае 2016 года. Съёмки проходили в Ванкувере; особое внимание уделялось визуальным эффектам. Хоули стремился представить Хэллера как «ненадёжного рассказчика»; в сериале используются ретро и современные стили, нетрадиционные съёмки и музыкальные приёмы; сериал создан таким образом, чтобы зритель не понимал, что реально, а что — нет. Повествование становится более ясным с течением сезона, когда Хэллер начинает понимать, что происходит, и когда появляется злодей — Король Теней. Король Теней имеет несколько личин, одну из которых играет Плаза.
Премьера сезона состоялась в Pacific Design Center 26 января 2017 года, до дебюта на FX 8 февраля того же года. Восемь эпизодов выходили в эфир до 29 марта. Сезон получил признание критиков за актёрское мастерство, особенно Стивенса; визуальные эффекты и замысел Хоули; и непрямолинейный, ненадежный характер повествования. Несколько критиков отметили, что стиль повествования не был понятен всем зрителям, а некоторые критиковали за это сериал, отмечая, что он является очередным шоу из ряда телесериалов с ненадёжным повествованием. «Легион» был продлён на второй сезон 15 марта 2017 года.

## Эпизоды
| № общий | № в сезоне | Название    | Режиссёр        | Автор сценария    | Дата премьеры   | Произв. код | Зрители в США (млн) |
| --- | ---------- | ----------- | --------------- | ----------------- | --------------- | ----------- | ------------------- |
| 1 | 1          | «Chapter 1» | Ноа Хоули       | Ноа Хоули         | 8 февраля 2017  | XLN01001    | 1,622               |
| Дэвид Хэллер не был нормальным с самого рождения, что в итоге сделало его пациентом психиатрической клиники «Клокворкс». Здесь он встретил Сид Барретт, девушку, избегающую прикосновений. Она стала его девушкой до тех пор, пока её не выписали. Перед расставанием Дэвид решился и поцеловал её несмотря на запрет, и они поменялись телами. После этого происходит нечто невероятное, и все пациенты оказываются замурованы в своих палатах. Дэвида в теле Сидни в экстренном порядке выдворяют из клиники. Когда он снова становится собой, то отправляется к сестре, где ему является Ленни, погибшая во время инцидента в больнице. Всё это Дэвид вспоминает во время допроса неких правительственных агентов. В воспоминаниях о том, как он пытался скрыться от двух таинственных незнакомцев, ему является Сидни и говорит, что скоро за ним придёт. Дэвид ныряет в бассейн, куда его поместили после того, как он проявил сверхъестественные способности, а все, кто остался над водой, мгновенно сгорают. Появившиеся вслед за этим Сидни и незнакомцы забирают героя с собой. Однако он до конца не уверен, что все, что происходит с ним — реально. |            |             |                 |                   |                 |             |                     |
| 2 | 2          | «Chapter 2» | Майкл Аппендаль | Ноа Хоули         | 15 февраля 2017 | XLN01002    | 1,133               |
| Дэвида привозят в Саммерленд, которым управляет Мелани Бёрд. Она предлагает ему научиться управлять способностями и начинает с работы над памятью. В этом им помогает Птономи, которого называют художником памяти. Но первый сеанс заканчивается не очень удачно. Во флешбэке Дэвид находится на приёме у психиатра и рассказывает о расставании со своей девушкой Филли. На выходе он встречает Ленни. Во время следующего возвращения в память Дэвид вспоминает, как принимал наркотики вместе с Ленни и та уговаривает его ограбить психиатра. Птономи обращает внимание на провал в воспоминаниях во время сеанса с психиатром и замечает сцену проявления способностей Дэвида на кухне. Однако, попытавшись попасть туда, они переносятся в его детские годы. Во время попытки определить местонахождение воспоминаний Дэвида с помощью МРТ, он вспоминает очередной сеанс, где он рассказал, что в детстве с ним говорили звёзды. Затем он слышит голос своей сестры и мысленно переносится в «Клокворкс», где видит как её забирает Уолтер — агент третьего дивизиона. Он начинает паниковать и телепортирует аппарат МРТ на улицу. После этого он собирается идти спасать сестру, однако Сид убеждает его остаться и научиться использовать силы, чтобы смочь сделать это.                                    |            |             |                 |                   |                 |             |                     |
| 3 | 3          | «Chapter 3» | Майкл Аппендаль | Питер Кэллоуэй    | 22 февраля 2017 | XLN01003    | 1,043               |
| Дэвид продолжает работать с памятью, перенесясь в день, когда с помощью своих способностей устроил погром на кухне после ссоры с Филли, когда она застала его за приёмом наркотиков. Однако попытка взглянуть поближе приводит к тому, что Дэвид телепортирует себя, Бёрд и Птономи на 200 метров. Во время перерыва он рассказывает Сидни, что до сих пор иногда ощущает то же, что и во время обмена телами. Во время тестов на мозговую активность Дэвид вспоминает, как во время Хэллоуина на него напал нарисованный мальчик из страшной книжки, которую читал его отец. Кэри замечает, что его центр речи активен, хотя он не говорит. Появившаяся в сознании Дэвида, Ленни напоминает ему о сестре, и он переносится к ней вместе с Сидни в тот момент, когда Уолтер объясняет Эми, что она должна была заметить проявление способностей Дэвида. Чтобы ускорить обучение Дэвида Бёрд предлагает использовать успокоительное, а Сидни вызывается пойти вместе с ними. В его воспоминаниях они видят, как он грабит психиатра, а Сидни — как он уничтожает записи своих сеансов. Последовав за ним, она также встречает его кошмары: мальчика из книги и «желтоглазого дьявола». Страх заставляет вернуться в реальность всех, кроме Дэвида.                                                                      |            |             |                 |                   |                 |             |                     |
| 4 | 4          | «Chapter 4» | Лариса Кондраки | Натаниэль Халперн | 1 марта 2017    | XLN01004    | 0,750               |
| Пока Дэвид не приходит в себя, Бёрд отправляет Сидни, Птономи и Кэри узнать, что происходило с ним до того, как он попал в клинику. Сидни ищет доказательства того, что Дэвид — хороший человек, и высказывает предположение, что он вломился в кабинет психиатра, чтобы скрыть правду, всплывшую во время сеансов, а также о том, что воспоминания, которые они видели, могут быть ненастоящими. Эми, находясь в плену, встречает врача Дэвида и рассказывает ему, что поведение её брата было странным с самого детства, в частности, собаки, о которой он часто вспоминает, у них никогда не было. Сидни кажется, что она видит мальчика из книжки. Дэвид, блуждая по астральному плану, встречает мужа Мелани Бёрд, который находится там уже двадцать лет. Сидни и Птономи отправляются к Филли, бывшей девушке Дэвида, чтобы узнать больше. Она рассказывает им, что Дэвид принимал наркотики не с Ленни, а с парнем по имени Бенни. Затем они идут к психиатру, но вместо него их встречает Уолтер со спецназом. Им удается обезвредить Птономи и Кэри, но Сидни меняется с Уолтером телами. Блуждая по астральному плану, Дэвид натыкается на Ленни, которая заставляет его очнуться, показав, что Сидни в опасности. Он телепортируется к ней, но не зная про обмен телами, даёт Уолтеру сбежать, ранив Кэри. |            |             |                 |                   |                 |             |                     |
| 5 | 5          | «Chapter 5» | Тим Милантс     | Питер Кэллоуэй    | 8 марта 2017    | XLN01005    | 0,795               |
| Дэвид управляется со своими способностями всё лучше и лучше и поэтому решает вызволить свою сестру Эми из третьего дивизиона. Мелани предлагает ему подготовиться и провести разведку, но он отправляется один, никому ничего не сказав. Мелани, взяв в качестве поддержки Сидни, Птономи и Руди, владеющего телекинезом, спешит ему на помощь, но выясняется, что Дэвид справился со всеми силами третьего дивизиона сам. Кэри понимает, что в разуме Дэвида обитает ещё одно сознание, которое питается за счет его сил и правит его память, чтобы не быть обнаруженным. Сидни понимает, что он забрал свою сестру в дом, где они выросли. Вслед за командой на поиски Дэвида идёт Уолтер, не пострадавший во время нападения на штаб. Дэвид и Ленни, с которой он работает заодно, заставляют Эми признаться, что его усыновили. Разговор прерывает прибытие остальных мутантов, включая Уолтера, принявшего облик Руди и попытавшегося застрелить Дэвида из пулемёта. Сидни закрывает его от пуль, в то время как сам Дэвид останавливает время. Все, кто был в доме, оказываются заперты в иллюзии, где они пациенты психбольницы, а Ленни — лечащий врач. |            |             |                 |                   |                 |             |                     |
| 6 | 6          | «Chapter 6» | Хиро Мураи      | Натаниэль Халперн | 15 марта 2017   | XLN01006    | 0,732               |
| Когда Сидни начинает что-то подозревать относительно новой реальности, Ленни усыпляет её. Кэри встречает Оливера и вместе с ним придумывает план, как выбраться из иллюзии. Оставшись одна, Кэрри подвергается нападению со стороны Уолтера. Ленни запирает Дэвида в его сознании, что должно полностью уничтожить его личность. |            |             |                 |                   |                 |             |                     |
| 7 | 7          | «Chapter 7» | Денни Гордон    | Дженнифер Йель    | 22 марта 2017   | XLN01007    | 0,716               |
| Кэри пробуждает Сид и отправляет её вытаскивать остальных. Когда та пытается спасти Кэрри от Уолтера, их атакует Ленни и убивает последнего, что приводит к его смерти в реальном мире. Дэвид создает своего рационального двойника, который помогает ему осознать, что его нынешний враг был когда-то врагом его отца, но, проиграв, вселился в его сына, которого ради защиты отдали на усыновление. Он жил в его сознании с самого раннего детства, и из-за него Дэвид попал в психбольницу. Приняв решение вернуть контроль над сознанием, Дэвид попадает в бесконечный лабиринт из дверей, который в итоге разрушает с помощью телекинеза вместе с иллюзией больницы, возвращая всех в реальность. Ему также удается поймать все пули и спасти от смерти всех, кроме Руди. Однако в убежище, куда возвращаются герои, их окружат солдаты третьего дивизиона под предводительством агента, что допрашивал Дэвида ранее. |            |             |                 |                   |                 |             |                     |
| 8 | 8          | «Chapter 8» | Майкл Аппендаль | Ноа Хоули         | 29 марта 2017   | XLN01008    | 0,812               |
| Агент, отделавшийся ожогами третей степени, занимающими половину тела, вернулся к работе специально, чтобы поймать Дэвида. Однако Дэвид обезвреживает его группу поддержки одной силой мысли и берёт агента в плен. Во время их разговора Дэвид теряет сознание из-за того, что паразит в его голове выбирается из заточения. Ленни связывается с Сидни и объясняет ей, что попытка вытащить её из разума Дэвида без её согласия его убьёт. Всё происходит как она и говорила, и, чтобы спасти любимого, Сидни даёт паразиту переселиться в её сознание, откуда он переходит в сознание Кэрри. Однако столкновение с Дэвидом выбивает его из её тела, и он вселяется в попавшегося на пути Оливера, после чего тот в срочном порядке покидает убежище. После титров: Дэвида, пытающегося найти Оливера, похищает неизвестное устройство. |            |             |                 |                   |                 |             |                     |

## В ролях
| - Дэн Стивенс — Дэвид Хэллер - Рэйчел Келлер — Сидни (Сид) Барретт - Обри Плаза — Ленни Баскер - Билл Ирвин — Кэри Лаудермилк - Джереми Харрис — Птономи Уоллэйс - Эмбер Мидфандер — Кэрри Лаудермилк - Кэти Аселтон — Эми Хэллер - Джин Смарт — Мелани Бёрд | - Хэмиш Линклейтер — Кларк - Дэвид Селби — Брюбейкер - Элли Араиза — Филли - Брэд Манн — Руди - Куинтон Боисклер — Дьявол с жёлтыми глазами - Маккензи Грэй — Уолтер / Око - Скотт Лоренс — Генри Пул - Девин Далтон — Злой мальчик - Джемейн Клемент — Оливер Бёрд |

## Производство

### Разработка
В октябре 2015 года FX заказал пилотный эпизод телесериала «Легион» от продюсерских компаний Marvel Television и FX Productions; на FX Productions лежало непосредственное производство. Хоули был назначен сценаристом пилотного эпизода, а также исполнительным продюсером наряду с кинопродюсерами серии фильмов о Людях Икс Лорен Шулер Доннер, Брайаном Сингером и Саймоном Кинбергом; исполнительными продюсерами Marvel Television Джефом Лоубом и Джимом Чори, а также коллегой Хоули по «Фарго» Джоном Кэмероном. Стив Блэкман, Алан Файн, Стэн Ли, Джо Кесада и Карим Зреик также стали исполнительными продюсерами проекта. К январю 2016 года президент FX Джон Лэндграф изъявил уверенность в том, что сериал будет заказан, возможно на десять эпизодов; в мае того же года FX заказал первый сезон «Легиона» из восьми эпизодов. Лэндграф объяснил заказ на восемь эпизодов тем, что FX предпочёл дать Хоули возможность рассказывать историю в своём темпе, а не стараться растянуть на десять эпизодов.

### Сценарий

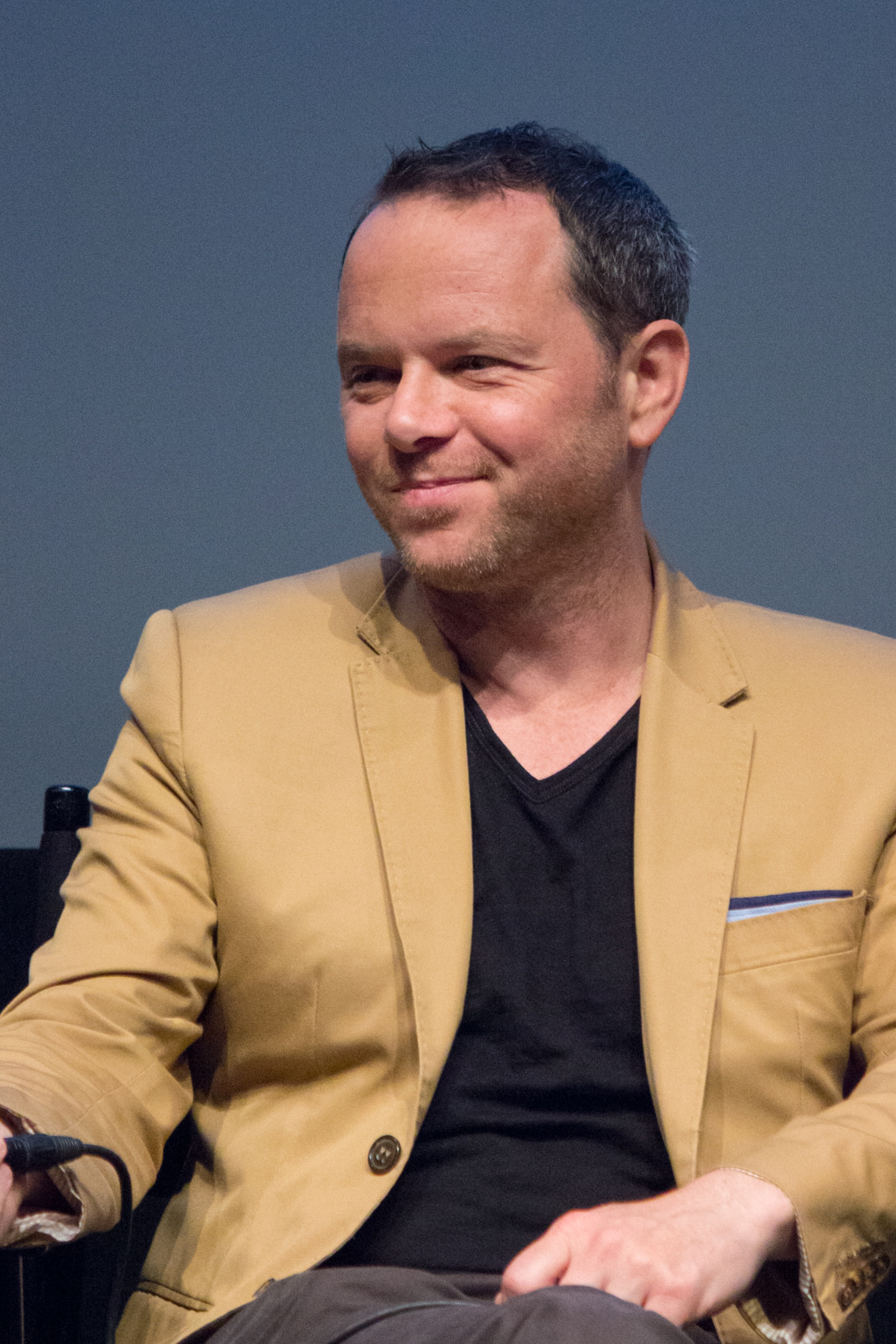
Шоураннер Ноа Хоули решил создавать «Легиона» из-за психического заболевания персонажа и возможности создать нетрадиционный супергеройский телесериал.

Изначально Хоули разрабатывал идею телесериала о Хэллере с Кинбергом, задавшись вопросом «есть ли интересные шоу в этом жанре, и есть ли персонаж в этом шоу?» Он отметил, что такие шоу, как телесериалы Marvel от Netflix и «Проповедник» ещё не были выпущены на тот момент. Хоули был особенно заинтересован в изучении характера Дэвида Хэллера из-за его психического заболевания и возможности изобразить его уникальное мышление на экране. Он представил новый телесериал как «деконструкцию злодея... и историю любви».
Первой мыслью Хоули было «рассмотреть жанр, удалить его особенности и посмотреть, останется ли убедительное шоу, которое захотелось бы смотреть». Он решил сосредоточить сюжет телесериала на «идее эпической истории любви, а затем вернуть в неё особенности жанра» и наслоить остальные элементы, такие как психическое заболевание и проистекающие из этого особые способности. Первоначальный сценарий «Легиона» Хоули был описан Доннером как «менее отрывочный», «последовательный [и] гораздо более обыкновенный». Однако он быстро переосмыслил телесериал и «решил добавить больше «Вечного сияния чистого разума», Терренса Малика, больше причуд и импрессионизма и выбрал это направление». Это было отчасти из-за желания Хоули больше изобразить «экзистенциальное исследование» и показать «сюрреалистичные или сказочные черты, где речь идёт не только о действиях». Он вдохновлялся работами Дэвида Линча, чтобы структура телесериала отражала содержание истории. Рассказывая это, Хоули отметил, что если главный герой телесериала не знает, что реально и что нет, [так и] аудитория должна испытывать то же». Хоули добавил, что «в этом присутствуют черты «Алисы в Стране чудес» — история в истории». Чтобы позволить зрителям приспособиться к разному стилю телесериала, учитывая, что шоу выходило в эфир поздно вечером и люди смотрят его «в конце очень долгого дня», несколько первых эпизодов в начале оказывают «гипнотическое воздействие... часто [начинаются с] немного неземного голоса, который придаёт ощущение того, что мы не привязаны к физическому месту и времени». Цель состояла в том, чтобы настроить аудиторию «на нужный лад, чтобы смотреть „Легиона“».
Обсуждая растущую популярность ненадёжных рассказчиков на телевидении, Хоули сказал, что он не хочет, чтобы публика думала, что телесериал — это головоломка, которая должна быть решена. Об этом он сказал следующее: «Мы собираемся забрать персонажа из путаницы и перенести в ясность, также как и аудиторию из тайны в ясность»; это видно в последних эпизодах сезона, повествование которых более просто — Хэллер «понимает, что происходит, [и] мы тоже». В предпоследнем эпизоде Хэллер объясняет свою предысторию и события телесериала для себя (и для аудитории). Хэллер был помещён в психиатрическую лечебницу не из-за своих способностей, а потому, что его ум был заражён Королём Теней. Хоули хотел показать аудитории, что это будет единственное последовательное объяснение в телесериале из-за запутанной экспозиции — поэтому она включает в себя Хэллера, создающего в своём сознании учебную аудиторию, чтобы сделать просветительскую цель сцены явной.
Хоули не хотел, чтобы аудитория завершив просмотр первого сезона почувствовала «какое бы то ни было разрешение конфликта»; он решил, что, создав полноценную историю с чётким финалом, связанным с конфликтом Хэллера и Короля Теней, зрители, которые были запутаны сложным повествованием шоу, могли бы «почувствовать, что поняли всё в этой истории». Хоули задумал эту историю как «восьмичасовую», поэтому попросил FX заказать более короткий первый сезон из восьми эпизодов. Хоули отметил, что конфликт персонажей является метафорой внутренней борьбы, учитывая то, что Король Теней — паразит в сознании Хэллера. Он также был больше заинтересован в создании более длительного соперничества, чем то, когда антагонист является «злодеем года», и поэтому сезон оставляет героя перед ещё большей угрозой во втором сезоне.

### Кастинг

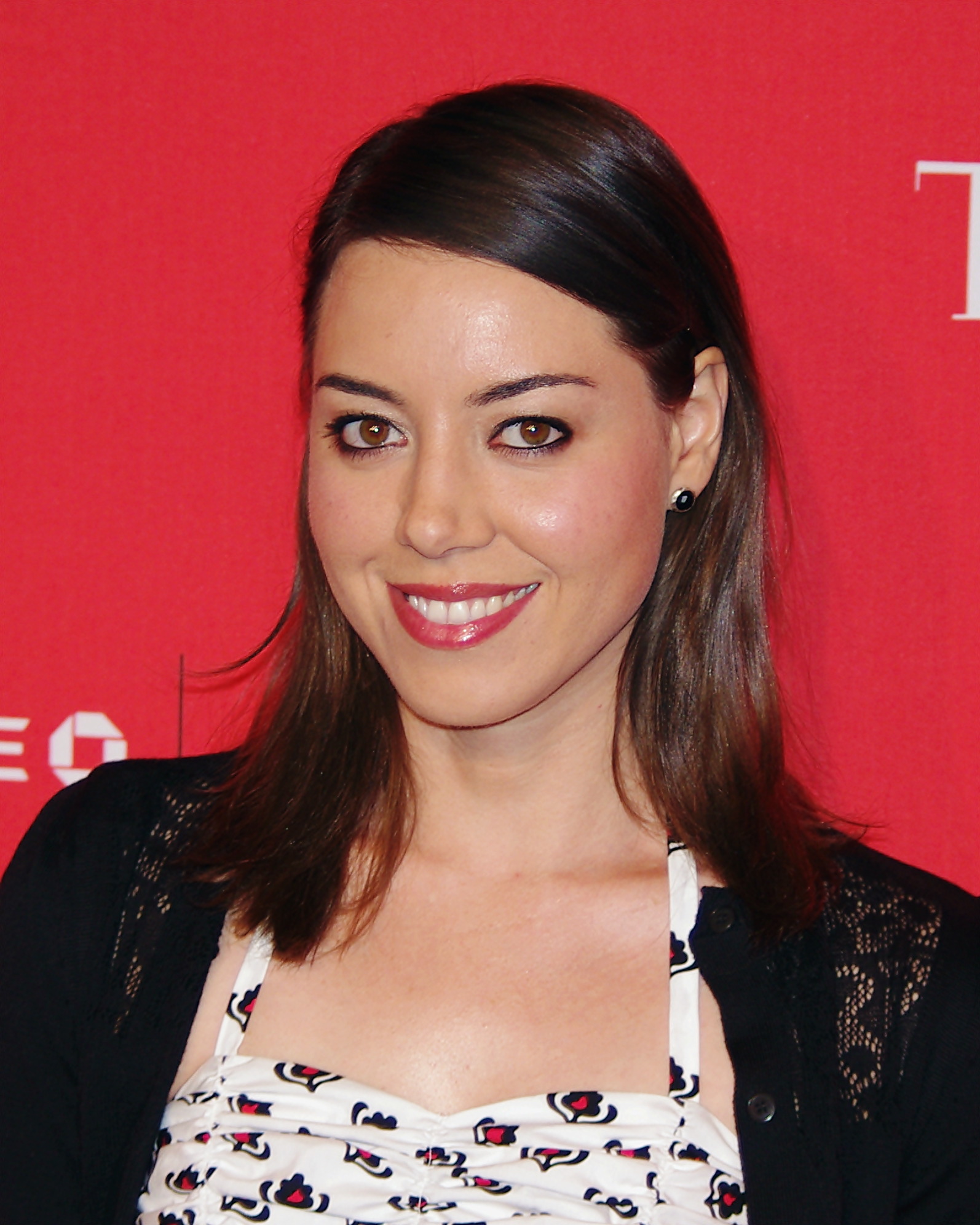
Персонаж Обри Плазы погибает в первом эпизоде, но возвращается в образе Короля Теней, злодея-мутанта.

Основной актёрский состав первого сезона включает Дэна Стивенса в роли Дэвида Хэллера, Рэйчел Келлер в роли Сидни (Сид) Барретт, Обри Плазу в роли Ленни Баскер, Билл Ирвин в роли Кэри Лаудермилка, Джереми Харриса в роли Птономи Уоллэйса, Эмбер Мидфандер в роли Кэрри Лаудермилк, Кэти Аселтон в роли Эми Хэллер и Джин Смарт в роли Мелани Бёрд. Несколько членов актёрского состава отметили, что подписались на участие в проекте из-за того, что в нём задействован Ноа Хоули. В отличие от остальных персонажей, персонаж Ирвина не появляется до второго эпизода. Хоули получил согласие актёра на участие уже во время съёмок первого эпизода, до того, как его персонаж был вписан в сюжет, и пообещал ему «придумать странного, сумасшедшего персонажа», рассказав, что это «история о памяти и идентичности». Ирвин согласился н роль после этого разговора.
Плаза изначально вела с Хоули переговоры о главной женской роли Сид Барретт, однако он попросил её вместо этого взять на себя роль Ленни, который по сценарию был мужчиной и умирал в конце первого эпизода. Плаза настояла на том, чтобы диалоги не переписывались под женский персонаж, предпочтя играть персонажа как одновременно мужчину и женщину. Это привело к тому, что Баскер отпускает «грубоватые замечания о женщинах и бормочет странные фразы». В связи со смертью персонажа, Хоули пообещал Плазе, что «Ленни предстоит очень, очень интересное путешествие». Персонаж начинает появляться в голове Хэллера, причём Плаза отметила, что «Ленни играет очень важную роль в истории Дэвида». В эпизоде «Chapter 7» её видение оказывается одной из личин могущественного мутанта Амаля Фарука / Короля Теней. Персонаж появляется в голове Дэвида и под другими личинами, включая Дьявола с жёлтыми глазами в исполнении Куинтона Боисклера; Злого мальчика — персонажа детской книжки под названием «Самый злой мальчик в мире» — в исполнении каскадёрши Девин Далтон; и Кинга, собаки Дэвида в детстве.
В октябре 2016 года Хоули объявил, что Джемейн Клемент присоединится к актёрскому составу для «сюжетной линии в несколько эпизодов»; позже стало известно, что он исполнит роль мужа Мелани — Оливера Бёрда. В феврале 2017 года стало известно, что Дэвид Селби появится в трёх эпизодах сезона. Ему досталась роль Брюбейкера, агента третьего дивизиона. Кроме того Элли Араиза получила роль Филли, бывшей девушки Хэллера. Среди остальных членов второстепенного состава числятся Хэмиш Линклейтер в роли Кларка, допрашивающего третьего дивизиона; Брэд Манн в роли мутанта-бойца Руди; Маккензи Грэй в роли Уолтера / Око; и Скотт Лоренс в роли психиатра Генри Пула.

### Дизайн
Художник-постановщик Майкл Уайли, ранее работавший над «Агентом Картер», посчитал, что работа над «Легионом» обладает большей гибкостью по сравнению с другими телесериалами из-за отсутствия связности сцен, хотя Хоули был очень конкретен относительно своих идей для телесериала и предоставил Уайли lookbook для шоу, когда проводил с ним первое собеседование по поводу работы. Чтобы избежать привязки времени действия телесериала к какому-то определённому моменту, такие вещи, как автомобили, появляются в кадре редко, а когда всё-таки показываются, то одновременно видны и современные автомобили и транспортные средства 60-х годов. Одежда также представляет собой смесь современной моды и моды прошлых лет, подражая представлению будущего из 60-х или 70-х годов. Уайли объяснил, что «история рассказывается ненадёжным рассказчиком, поэтому мы можем делать всё, что захотим». Визуальным вдохновением являются работы Стэнли Кубрика, в том числе «Заводной апельсин» и «Космическая одиссея 2001 года».
Разрабатывая костюмы к телесериалу, Кэрол Кейс, которая также работала дизайнером костюмов для «Фарго», объяснила, что она «не хотела слишком зацикливаться на ощущении 60-х годов, потому что мы в конечном счете хотели добиться ощущения „вне времени“». Кейс взяла цветовую палитру телесериала из рок-групп 60-х годов — золотые, желтые, оранжевые и зелёные цвета... Ноа сказал, что хочет, чтобы Дэвид выглядел так, будто был спасен группой The Kinks. Затем она назначила цвета из этой палитры каждому ведущему персонажу: Барретт носит оранжевый и черный; Кэри и Кэрри Лаудермилки носят преимущественно синий и желтовато-коричневые цвета; Мелани Бёрд носит бежевые и пастельные тона, чтобы «подчеркнуть свою роль наблюдателя»; и Хэллер носит разные оттенки синего и серого, хотя его палитра «более разнообразной, чем другие, учитывая, что его персонаж развивается». Некоторую одежду Кейс покупала в разных винтажных магазинах, другую создавала с нуля, включая все костюмы, которые носят Кэти Аселтон, которые «более глубоко связаны с эстетике свингующих шестидесятых, чем другие». Розовые шапочки, которые носят члены третьего дивизиона, были связаны сестрой Кейс и её друзьями специально для телесериала. Кейс намеренно избегала отсылок на какие-либо костюмы из комиксов «чтобы вывести историю из той плоскости, где по предположениям людей она находится». Для пациентов из психиатрической больницы Клокворкс Кейс изначально использовала «кучу образов из космической эры, которые смотрелись неуместно», но затем остановилась на спортивных костюмах с увеличенными воротничками, чтобы придать им «футуристический вид». Оранжевые спортивные костюмы отмечены цветными полосками, указывающими на серьёзность диагноза каждого пациента, начиная от белых полосок для Барретт («которые относят её в категорию «наименее сумасшедших») и заканчивая желтыми полосками для «умеренно сумасшедшего» Хэллера и красных полосок для Баскер, которые на самом деле указывают на то, что «она никогда оттуда не выйдет». Костюмы Баскер эволюционируют на протяжении всего телесериала, чтобы отразить её меняющуюся роль — сменяют оранжево-красную гамму одежды на чёрную гаму и «деловые» костюмы, чтобы показать, что «у неё есть дело, и она его сделает». Дизайн становится «беспорядочным»; в конце концов она носит конфеты-тянучки Twizzlers как воротник, после того, как ела их на протяжении всего сезона.
Детская книга «Самый злой мальчик в мире», которая появляется в воспоминаниях Хэллера о детстве, была написана Хоули и опубликована для использования в шоу. Стивенс назвал её «самой извращённой детской книгой в мире», однако оказавшийся для него полезной — он держал её в руках и читал во время съёмок. Появление титульного персонажа книги в физическом обличие было вдохновлено рисунками Эдварда Гори, и Уайли объяснил, что ему «понравилась идея нарядить его в бархатный похоронный костюм ребенка Эдди Манстера из телесериала «Семейка монстров» — вот откуда появился этот парень и он действительно пугающий». Ещё одна личина Короля Теней — Дьявол с жёлтыми глазами — была вдохновлена реалити-шоу «Я вешу 300 кг». Как прокомментировал Уайли: «Они делают удивительную вещь в начале каждого эпизода шоу, где показывают, как человек изо всех сил пытается встать с постели или пройти по коридору... Они очень плохо освещают его, чтобы путь человека показался намного труднее». Боисклер был утверждён на роль из-за его роста в 203 см и худого телосложения, при этом при помощи протезного грима ему соорудили «гигантское тело без шеи [что контрастирует с его] действительно тощими руками и ногами». Боисклера назвали «редкой и удачной находкой», сродни Боладжи Бадеджо, который изобразил Чужого в фильме 1979 года «Чужой». Требовалось четыре с половиной часа, чтобы нанести протезный грим Боисклера, разработанный Сарой Пикерсгилл под специальную накладную голову Тодда Мастерса. Команда Мастерса также отвечала за создание частей тела, которые были показаны застрявшими в стенах в пилотном эпизоде, включая торс и руку Ленни, изготовленные из силиконового слепка Плазы; обширные кровоподтеки для Кэри и Кэрри Лаудермилков после серьёзной драки, для создания которых использовались переводки Pros-Aide, сокращающиеся каждый день, чтобы показать заживление ран; и ожоговый грим для Линклейтера после того, как тот получил травму в пилотном эпизоде, покрывающий половину лица и бо́льшую часть груди и спины, причём только для лица и шеи требовались пять отдельных протезов. Марсин Питер из Contour Contact Lens предоставил для съёмок контактные линзы ручной работы, в том числе и те, которые носил Боисклер в образе Дьявола с жёлтыми глазами.
Несколько предметов реквизита из фильмов о Людях Икс были доставлены в Ванкувер для использования в телесериале из хранилища в США и Монреале (где снимаются фильмы). Уайли была предоставлена возможность использовать их по своему усмотрению, так как мантра телесериала позволяла ему «сделать что-то, потому что он считает это крутым или красивым». Одним из примеров можно назвать кресло-коляску Чарльза Ксавье, причём создатели телесериала могли выбрать любую её версию из всей кинофраншизы; они остановили свой выбор на реквизите, использованном Джеймсом Макэвоем в фильме «Люди Икс: Апокалипсис».

### Съёмки
Съёмки пилотного эпизода начались в марте 2016 года в Ванкувере под рабочим названием Clubhouse. Хоули срежиссировал эпизод, а Дана Гонсалес выступила оператором. Гонсалес сказала, что на стиль съёмки телесериала повлияли работы Кубрика, Малика и Паоло Соррентино, отметив, что это «больше связано с разработкой стиля с нуля, чем с использованием стиля [Marvel] вселенной», причём Гонсалес не смотрела ни один из фильмов про Людей Икс. Когда сериал был заказан, остальные семь эпизодов первого сезона начали снимать в августе 2016 года также в Ванкувере. Гонсалес была оператором ещё в четырёх эпизодах сезона, а Крейг Вроблески взял на себя роль в оставшихся трёх эпизодах. Оба оператора ранее работали с Хоули над «Фарго». Съёмки сезона были завершены в конце ноября 2016 года.
Пилотный эпизод «Легиона» был снят на камеры Arri Alexa (две камеры Alexa XT и одна Alexa Mini), а остальные эпизоды были сняты на Minis использовали для остальной части сезона; материал был снят в высоком разрешении 4K. Гонсалес описала телесериал как «по сути шоу с одной камерой», но «если мы сможем получить бонусный ракурс [со второй камеры], которая не засвечивает в кадре первую камеру, это здорово». Для съёмок были использованы сферические и анаморфированные линзы, в том числе объектив 9.8 Kinoptik, чтобы снять «некоторые наиболее причудливые кадру разума [Дэвида Хэллера]»; эти линзы Кубрик использовал для съёмок «Заводного апельсина». Линзы Kinoptik давали эффект виньетирования, которое Гонсалес вырезала во время пост-продакшна, хотя иногда «просто оставляли его», чтобы придать кадру особенность. В телесериале меняется соотношение сторон, чтобы отразить состояние разума Хэллера, «становясь более узким, когда он чувствует себя запертым с злыми силами, преследующими его», хотя Гонсалес «не всегда хотела, чтобы анаморфированность заставила аудиторию почувствовать этот большой разрыв [в соотношении сторон], но хотела, чтобы небольшая разница, как боке на фоне, присутствовала». Сцены сезона про память были сняты с помощью анаморфированных линза, но затем были обрезаны до 16:9. И Гонсалес, и Хоули «не слишком много внимания уделяли» steadicam, и вместо этого полагались на поперечины с камерами, операторские тележки и 9-метровые технокраны, как на площадке, так и при съёмке на местности. В съёмках также широко использовался стабилизатор камер Ronin, который позволял операторам перемещать камеру и переключаться между ручной съёмкой и съёмками с помощью кранов, не подвергая опасности людей .
«Это шоу сложно вписать в рамки телевидения. Здесь много элементов, а не только CGI... вы не можете просто направить камеру на двух людей и снимать. Мы пытаемся рассказать историю с помощью камеры и визуальных эффектов. Я тренировал команду на съёмках «Фарго», поэтому мы амбициозны».
—Хоули о своём подходе к визуальной составляющей «Легиона».
Необычайно большое количество эффектов камеры использовалось вместо компьютерной обработки использовались для съёмок пилотного эпизода, включая «перевернутый день»; сцены, когда Хэллер использует свои способности — летающая по кухне утварь снимались с помощью контролируемых движений камеры, а затем накладывались на изображение Стивенса, который играл сцену на пустой кухне; монтаж, который ощущается съёмка одним кадром камерой, едущей «назад в замедленном темпе, когда мы видим сцены из детства Дэвида Хэллера»; и сцена одним кадром, которая на самом деле была снята двумя кадрами, которые позже были соединены визуальными эффектами. Хоули сказал, что для других режиссёров телесериала было сложно поддерживать качество визуальных эффектов имея для съёмок каждого эпизода гораздо меньше времени: у Хоули был 21 день, чтобы снять пилотный эпизод, но на съёмки последующих эпизодов были отведены лишь по 8 дней. В конечном итоги количество дней съёмок отдельных эпизодов было увеличено до десяти или одиннадцати, чтобы соответствовать виденью Хоули, что по его словам было «не самым лучшим выходом, но что поделать? Это большое шоу». Келлер отметила, что эпизоды сезона заметно отличаются друг от друга, назвав телесериал уникальным «режиссёрским шоу». Предыдущий эпизод почти что не подводит вас к тому, что будет в следующем эпизоде».
Хоули отметил, что многие телесериалы США сняты в Ванкувере, и это «обеспечивает потрясающее количество разных взглядов и ощущений и, очевидно, отличную команду и всё с этим связанное». Декорации для телесериала были построены на бывшем складе супермаркетов в Бернаби, в том числе больше 2,000 квадратных метров декораций интерьера психиатрической больницы Клокворкс. Уайли назвал это самыми сложными декорациями и отметил, что «попытка придать больнице забавный вид была настоящим вызовом». Наиболее сложным для Уайли было создание ледяной комнаты, в которой обитал Оливер Бёрд в астральном плане, и а создание которой у него было лишь семь дней. Сначала Уайли хотел, чтобы «те люди, которые делают всякие ледяные скульптуры, сделали гигантские ледяные листы» для декораций, однако затем решил использовать листы из полиэтилена. Уайли должен был организовать постройку новых декораций в течение недели; для второй версии он использовал органическое стекло, сделанное таким образом, чтобы оно выглядело как толстые куски льда. Ещё одной заметной декорацией был гигантский регулятор громкости, который Хэллер поворачивает, чтобы «контролировать громкость голосов, которые слышит в своей голове». Это творческое решение сравнивали в фильмами «Дорогая, я уменьшил детей» и «Невероятно уменьшающийся человек», а Гонсалес описала это как «классического Ноа Хоули». Сцена была снята в конце производства в сезон и включена во второй эпизод. Все декорации Уайли были построены с применением «внешнего освещения», которое можно было контролировать с пульта управления, придавая операторам гибкость в работе со светом, «учитывая, что реальность места действия может кардинально измениться в зависимости от восприятия и действий главного героя».

### Музыка
Композитор Джефф Руссо посчитал, что «важная частью [телесериала является] показать человечность персонажей», и в дополнение к оркестру он использовал «кучу старых синтезаторов» и «много интересного звукового дизайна», чтобы представить «духовные» элементы шоу. Руссо специально для шоу нашел синтезатор Synthi AKS, поскольку этот инструмент использовался во время создания альбома The Dark Side of the Moon группы Pink Floyd; альбом, который является одним из любимых альбомов Хоули, Руссо назвал «звуковой шизофренией, звуком психического заболевания в 70-х. Поэтому почему бы не использовать его в качестве отправной точки музыка этого шоу?» Руссо экспериментировал с инструментом и начал «писать музыку на основе этих необычных звуков».
После премьеры сезона Руссо подтвердил, что «сквозная линия» телесериала это отношения между Хэллером и Барретт и отметил, что история любви «передаётся через музыкальные моменты, что позволяет ей подчеркнуть характер персонажей». Чтобы поддержать ненадёжную манеру рассказа телесериала, Руссо попытался написать музыку, которая вывела бы аудиторию «из баланса», и которая включала «много диссонанса и множество изменений тональности, которые являются такими незаметными, что вы не понимаете, что это и есть изменение тональности. Я перехожу от игры с синтезатором к игре с оркестром, но изменив тональность». Руссо также использовал различные инструменты и звуки для шоу, такие как оркестровые и квартетные эффекты, которые он называл «с уклоном влево»; звуки смычка по пружинам кровати и по другим металлическим предметам; сольный клавесин для финальных титров; и электронную версию «Болеро» Равеля для «Chapter 7», которая была объединена с классической записью пьесы, чтобы создать то, что Руссо называл «Фальшлеро».
Саундтрек к сезону с музыкой Руссо был выпущен в цифровом виде 24 февраля 2017 года на Amazon.com. 12 марта альбом вышел на компакт-диске от Lakeshore Records, который также был выпустил виниловый альбом. Вся музыка Джеффа Руссо:
| №   | Название                       | Длительность |
| --- | ------------------------------ | ------------ |
| 1.  | «Young David»                  | 5:05         |
| 2.  | «David in Clockworks»          | 0:46         |
| 3.  | «174 Hours»                    | 8:47         |
| 4.  | «Seeing Things Hearing Things» | 4:52         |
| 5.  | «Run»                          | 0:50         |
| 6.  | «David»                        | 6:31         |
| 7.  | «The Shift and Cascade»        | 4:51         |
| 8.  | «The Caper 2»                  | 3:28         |
| 9.  | «Legion Main Title»            | 1:27         |
| 10. | «87 Days»                      | 8:33         |
| 11. | «Open»                         | 3:10         |
| 12. | «Almost Legion»                | 4:10         |
| 13. | «Levitate»                     | 2:29         |
| 14. | «Clockworks»                   | 0:56         |
| 15. | «Chaos and Madness»            | 2:34         |
| 16. | «David and Syd»                | 3:11         |
| 17. | «Choir and Crickets»           | 2:20         |
| 18. | «Tea and Memory»               | 1:59         |
| 19. | «David Redux»                  | 3:53         |
| 20. | «Darkness (Full Suite)»        | 5:00         |

Второй альбом к сезону был выпущен Lakeshore Records 9 июня, в котором было больше треков Руссо. Релиз также включал в себя «Фальшлеро» Руссо и кавер на  Rainbow Connection из фильма «Маппеты», исполненного Стивенсом на банджо. Вся музыка авторства Джеффа Руссо, кроме тех треков, где указан исполнитель:
| №   | Название                        | Исполнитель        | Длительность |
| --- | ------------------------------- | ------------------ | ------------ |
| 1.  | «Caper 1»                       |                    | 2:35         |
| 2.  | «Chasing David»                 |                    | 1:32         |
| 3.  | «First Entry into Clockworks»   |                    | 1:03         |
| 4.  | «Harpsichord with Undercurrent» |                    | 6:52         |
| 5.  | «Main Title Music Box»          |                    | 1:09         |
| 6.  | «Springs»                       |                    | 3:09         |
| 7.  | «The Cube»                      |                    | 2:58         |
| 8.  | «The Walk»                      |                    | 0:54         |
| 9.  | «Fauxlero (Bolero De Revel)»    | feat. Paco Rodrigo | 6:44         |
| 10. | «Rainbow Connection»            | Дэн Стивенс        | 1:29         |

Руссо не участвовал в выборе песен, которые были использованы в телесериале, так как Хоули уже знал, какие песни хотел использовать, и сотрудничал с музыкальным супервайзером Мэгги Филлипс, чтобы получить лицензию на их использование. Учитывая влияние музыки Pink Floyd на Хоули и Руссо, Хоули хотел использовать их музыку в финале сезона, причём Филлипс отметил, что песни «никак не вписывались в любые другие эпизоды». Он выбрал песни Breathe и On the Run, так как «они перетекают друг в друга на пластинке — между этими песнями нет паузы. Таким образом, не было возможности выбрать какую-то одну песню». Это стало проблемой для бюджета телесериала и самым сложным получением лицензии на использование музыки. Филлипс описала «чрезвычайно сложный переговорный процесс, но мы сотрудничали с замечательными людьми, которые проявили интерес к тому, что мы делаем. В конце концов мы добились цены, на которую смогли убедить FX; это того стоило, но потребовались месяцы». Права на использование песен были подтверждены в день финального микширования звука. В случае, если договорённость не была бы достигнута, Хоули попросил Филлипса выбрать альтернативу из работ The Flaming Lips. Филлипс сказала, что она «не является огромной поклонницей The Flaming Lips, но прослушала каждую песню, которую они когда-либо записывали». В конечном итоге они решили, что ни одна из песен не подходит, поэтому Руссо сочинил оригинальную музыку, чтобы заменить песни Pink Floyd, если это будет необходимо.
Lakeshore Records также предоставляет цифровой плейлист на службе потокового аудио Spotify, который, помимо оригинальной музыки Руссо, содержит несколько ранее существовавших песен, использованных в сезоне. Эти дополнительные песни включают:
| №   | Название                     | Исполнитель              | Длительность |
| --- | ---------------------------- | ------------------------ | ------------ |
| 1.  | «Masala Fair»                | The Scene                | 2:43         |
| 2.  | «Never My Love»              | The Association          | 3:13         |
| 3.  | «Happy Jack»                 | The Who                  | 2:12         |
| 4.  | «She’s a Rainbow»            | The Rolling Stones       | 4:11         |
| 5.  | «Up the Beach»               | Jane’s Addiction         | 3:01         |
| 6.  | «Pauvre Lola»                | Серж Генсбур             | 2:31         |
| 7.  | «Hyperactive!»               | Томас Долби              | 4:13         |
| 8.  | «Undiscovered First»         | Feist                    | 4:58         |
| 9.  | «Don’t Say Goodbye»          | Джонни Вудсон            | 2:17         |
| 10. | «Complexity»                 | Стюарт Уинтер и Джо Саба | 1:29         |
| 11. | «Road to Nowhere»            | Talking Heads            | 4:27         |
| 12. | «Monkey»                     | Роберт Плант             | 4:57         |
| 13. | «Metamorphosis»              | Сонни Симмонс            | 11:51        |
| 14. | «The Daily Mail»             | Radiohead                | 3:37         |
| 15. | «Feeling Good»               | Нина Симон и Bassnectar  | 3:46         |
| 16. | «Boléro»                     | Морис Равель             | 15:59        |
| 17. | «Art of Fear»                | The Grassy Knoll         | 2:59         |
| 18. | «Children of the Revolution» | T. Rex                   | 2:30         |

### Визуальные эффекты
Хоули привёл своего координатора визуальных эффектов Джона Росса из «Фарго». Росс координировал множество создателей визуальных эффектов для «Легиона», которые он назвал «немного дерьмовыми», потому что художники зачастую не могли работать над одним и тем же кадром каждую неделю. Он отметил, что хотя «сотни тысяч долларов» были потрачены на основные визуальные эффекты шоу, «мы не зацикливаемся на этом аспекте. Есть джип [в пилотном эпизоде], за которым персонажи прячутся до того, как он был брошен в здание. Тем не менее, мы не показываем здание, просто отбрасывая джип из кадра, потому что разрушение не является целью этой сцены». Он сравнивал эту тактику с подходом М. Найта Шьямалана к суперсилам в «Неуязвимом». О том, как персонаж начинает понимать, что обладает способностями Росс сказал следующее: «всё сводится к тому, чтобы показать как фантастическое сияние чьей-то руки освещает лицо и искажает воздух в кадре. Мы хотим, чтобы он выглядел так же, как живой интерактивный элемент — таким, каким мы бы могли его представить как мы можем себе это представить быть».
Росс был впечатлен эффектами камеры, которые были использованы в телесериале, однако он всегда отдавал предпочтение визуальным эффектам, потому что «вы должны принять то, что VFX может сделать для вас». Расходы на полдня съёмки специальной сцены должны того стоить, иначе вы можете просто заснять тарелку и сделать всё остальное в программе, сэкономив тем самым на времени производства». Росс фотографировал декорации всех сцен сериала, чтобы иметь справочный материал для работы над визуальными эффектами в случае, если они срочно понадобятся: «Иногда, глядя на декорации, я понимал, что нам нужен ещё один кадр, однако предела необходимых снимков всё равно не существует. [Справочные кадры дают] нам отправную точку для создания новых снимков. И независимо от того, являются ли все они CGI или просто предметами, мы всегда имеем дело с эстетикой Ноа — сделать всё настолько реальным, насколько это возможно».

### Связь со вселенной «Людей Икс»
В августе 2016 года Сингер заявил, что «Легион» был создан таким образом, чтобы вписаться в вселенную Людей Икс, однако в то же время стоит в стороне, чтобы «вам не нужно было задумываться» над взаимосвязью между телесериалом и фильмами. Хоули объяснил, что, поскольку телесериал показывает «субъективную реальность» персонажа, ему не нужно напрямую указывать на связь с фильмами. Он отметил, что его телесериалу «Фарго», который связан с одноимённым фильмом 1996 года, сначала «пришлось встать на ноги», прежде чем больше уделять внимание этим связям; «Мы должны заслужить право быть частью этой вселенной. Надеюсь, мы создадим нечто настолько сильное, что люди в киностудии позвонят и скажут, что они поступят достаточно глупо, чтобы не связывать эти две вещи». Он утверждал, что «вы не можете рассказать эту историю не» упомянув, что Легион является сыном Чарльза Ксавье, который появляется в фильмах. Это упоминание происходит в «Chapter 7», с появлением кресла-коляски Ксавье в одном из воспоминаний Хэллера. Хоули объяснил, что Хэллер хотел бы узнать больше о своем отце в будущих сезонах, а Ксавье возможно может в какой-то момент появиться в телесериале.

## Релиз

### Трансляция
Первый сезон «Легиона» стартовал 8 февраля 2017 года на телеканале FX и завершился 29 марта, восемь эпизодов спустя. В январе 2016 года Лэндграф сообщил, что премьера телесериала ожидается «позже в этом году», однако в мае FX объявил, что телесериал выйдет в эфир в начале 2017 года. В следующем месяце Marvel сообщил, что телеканалы Fox в более чем 125 странах мира получили права на трансляцию телесериала и что он будет выходить день-в-день с США; таким образом зрители по всему миру смогут смотреть шоу одновременно. Отдел продаж Fox также будет заниматься дистрибуцией телесериала третьим лицам.

### Маркетинг
На San Diego Comic-Con в 2016 году главный креативный директор Marvel Джо Кесада представил первый трейлер Легиона на своей панели Cup O’Joe. Реакция на трейлер была положительной, особенно понравились его уникальный тон и визуальные эффекты. Джейкоб Кастренакс из The Verge описал трейлер как эклектичный, в то время как Дэниел Крепс из Rolling Stone назвал его маниакальным. Келли Уэст в Cinema Blend назвала трейлер «всесторонне странным... в хорошем смысле» и положительном ключе сравнила его со смесью «Бойцовского клуба», «Мистера Робота» и «Матрицы». На New York Comic-Con в том же году создатели телесериала провели свою собственную панель. Хоули, Лоуб, Доннер и исполнители главных ролей присутствовали на конвенте, чтобы прорекламировать телесериал и представить первую половину пилотного эпизода. Доминик Пэттен из Deadline.com сказал об увиденном материале следующее: «О „Легионе“ мы знаем наверняка три вещи: он выглядит отлично, имеет великолепный темп повествования и убийственный выбор музыки». Ник Романо, описывая панель для Entertainment Weekly, назвал материал «столь же хаотичными, как разум Дэвида Хэллера» и «почти кубриковским по своей природе». Романо добавил, что «основываясь на том, что было показано, у «Легиона» уже есть странный, галлюцинационный тон и стиль, которые мы никогда не видели раньше в телесериале про супергероев».
Премьера телесериала состоялась на красной дорожке 26 января 2017 года в Pacific Design Center в Западном Голливуде. Его с энтузиазмом восприняли зрители, в том числе создатель персонажа Легиона Билл Синкевич. За этим последовала «экспоненциальная художественная экспозиция» под названием Legion Where?House. В течение трёх дней после премьеры на складе в Уильямсберге на бесплатной выставке выставлялись работы Майкла Мёрфи, Клеменса Берра, Куми Ямаcиты и Дэвида Флореса, которые бросали «вызов разумам зрителей»: скульптура Мёрфи Suspension of Disbelief состоит из «сотни красочных утилитарных объектов», свисавших с потолка, и которые при определённом ракурсе образуют слово «Легион»; инсталляция  Бер Doors является «разрушенным коридором больницы», что позволило посетителям ходить «между фрагментами комнат и дверями, усыпанными зеркальными фрагментами»; Ямаcита создала Lovers, которые «приветствует посетителей на входе на выставку» — силуэты Дэвида Хэллера и Сид Барретт, которые отделены друг от друга, «препятствуя тому, чтобы фигуры соприкоснулись руками»; и Флорес создал настенную роспись Легиона, которая была использована для «главного постера шоу» — она изображает огненный взрыв, исходящий от разума Дэвида». Постеры с этим изображением были выпущены ограниченным тиражом и продавались в 56 магазинах комиксов в США. Выставка также включала мультимедийную инсталляцию, вдохновленную телесериалом.
Кроме того, в рамках рекламной кампании были показаны пять настенных росписей дополненной реальности: по одной на Манхэттене, в Бруклине, Чикаго, Лос-Анджелесе и Сан-Франциско. Посетители этих мест могли использовать приложение Blippar AR, чтобы увидеть «ожившее» изображение, которое отображает «силу разума Дэвида Хэллера». В Лондоне 8 февраля в отеле Century Club открылся коктейль-бар под названием The Mutant Lounge. В течение двух двухчасовых сеансов бар был заполнен «мутантами с суперсилами», призванными «воссоздать мир, изображенный в телесериале»; также подавали тематические коктейли и канапе. Посетители могли посмотреть премьеру телесериала до его официального дебюта в Великобритании; организаторы подготовили для посетителей «множество сюрпризов, чтобы показать, что не всё так, как кажется».

### Медиа
В сентябре 2017 года полный первый сезон стал доступен онлайн на стриминг-сервисе FX+, доступ на просмотр которого получили подписчики Cox On Demand, Xfinity On Demand и приложения FX Now. 2 октября сезон был выпущен на DVD и Blu-ray в регионе 2; издание включило восемь эпизодов, удалённые сцены и короткометражки о создании шоу. Аналогичный релиз состоялся в регионе 4 22 ноября. В регионе 1 сезон был выпущен 27 марта 2018 года.

## Реакция

### Рейтинги
| № | Название  | Дата показа     | Зрители 18–49 | Зрители (миллионы) | Зрители повтора 18–49 | Зрители повтора (миллионы) | Общий 18-49 | Все зрители (миллионы) |
| - | --------- | --------------- | ------------- | ------------------ | --------------------- | -------------------------- | ----------- | ---------------------- |
| 1 | Chapter 1 | 8 февраля 2017  | 0,7           | 1,62               | 0,9                   | 1,97                       | 1,6         | 3,59                   |
| 2 | Chapter 2 | 15 февраля 2017 | 0,5           | 1,13               | 0,8                   | 1,78                       | 1,3         | 2,91                   |
| 3 | Chapter 3 | 22 февраля 2017 | 0,5           | 1,04               | 0,7                   | 1,45                       | 1,2         | 2,49                   |
| 4 | Chapter 4 | 1 марта 2017    | 0,4           | 0,75               | н/д                   | н/д                        | н/д         | н/д                    |
| 5 | Chapter 5 | 8 марта 2017    | 0,4           | 0,80               | 0,7                   | 1,40                       | 1,1         | 2,19                   |
| 6 | Chapter 6 | 15 марта 2017   | 0,3           | 0,73               | 0,7                   | 1,38                       | 1,0         | 2,11                   |
| 7 | Chapter 7 | 22 марта 2017   | 0,4           | 0,72               | 0,6                   | 1,33                       | 1,0         | 2,04                   |
| 8 | Chapter 8 | 29 марта 2017   | 0,4           | 0,81               | 0,6                   | 1,20                       | 1,0         | 2,01                   |

Изначальный рейтинг премьеры был описан как «нормальный, но не отличный», если сравнивать с другими премьерами на кабельном телевидении, однако ниже других дебютов канала FX, например таких телесериалов, как «Американская история преступлений» и «Фарго» Хоули. С учётом повторных показов рейтинги сезона описывались как «Хороший старт». В итоге сезон обогнал дорогостоящий проект «Табу» по количеству зрителей. К концу сезона рейтинги описывались как «стабильные» и «достаточно солидные».

### Отзывы критиков
На сайте-агрегаторе Rotten Tomatoes сезон получил 90% «свежести» со средним рейтингом 8,37/10 на основе 69 рецензий. Критический консенсус сайта гласит: «Смелый, умный и визуально притягательный «Легион» — мастерски сюрреалистический и блестяще смелый отход от традиционного супергеройского образа». Средний рейтинг отдельных эпизодов составляет 89%. Metacritic дал сезону 82 балла из ста на основе 40 отзывов, показывающих «всеобщие признание».
Джеймс Поневозик из The New York Times назвал сценарий «экстравагантным», а «визуальную составляющую — большим сюрпризом», отмечая «весёлый, ретро-футуристический стиль 1960-70-х годов» и саундтрек. Он заключил: «Вы не всегда будете знать, что реально в „Легионе“, но острые ощущения на сто процентов являются подлинными». В статье для The Guardian Эмили Землер написала, что представление Хоули восприятия реальности Хэллером является «сильной стороной „Легиона“»... Оно несвязно согласно задумке, и именно эта несвязность доставляет зрителю удовольствие. Расслабленно смотреть это не получится, но это и не нужно». Землер предупредила, что телесериал может быть непонятным для зрителя без контекста или сведений о истории персонажа из комиксов.
Дэвид Бьянко в своих отзывах на первые эпизоды телесериала для USA Today, отметил, что злодеи шоу являются его самым слабым местом, похвалив вместо этого актёрскую игру Стивенса, Келлер и Смарт. Он сказал, что телесериал «изначально может показаться запутанным и разочаровывающим [но], если какое-либо шоу заслуживает вашего терпения, то это „Легион“. Награды ждут». В своем обзоре на RogerEbert.com Брайан Таллирико похвалил телесериал за акцент на персонаже, особенно если учесть, что «силы и способности не определяют ни одного персонажа, как и их отношение к злодею». Он назвал игру Стивенса и Келлер особенно сильными, но посчитал, что телесериал порой слишком серьезен и лишён какого-либо юмора, обычно встречающегося в работах Хоули и Marvel. Дэвид Виганд в статье для San Francisco Chronicle назвал «Легион» лучшим телесериалом года и похвалил «решительно беллетристический» подход Хоули. Он отметил, что «легкомысленно» назвать «Легион» телесериалом по комиксам для людей, которые не любят такой жанр. [Он имеет] гораздо более сложную тематическую и психологическую структуру, чем большинство телесериалов, снятых по комиксам». Он похвалил актёров, особенно Стивенса, который исполнил «лучшую роль в своей карьере».

Бен Траверс из IndieWire назвал «Легиона» «самой сложной, личной супергеройской историей на сегодняшний день», подчеркнув, что он акцентирован на «эмоциональном путешествии главного героя» и занимающей центральное место истории любви, которая «по мановению волшебной палочки превращает шоу из взрывного для мозга фильма „12 обезьян“ в „Ромео и Джульетту“»; также он похвалил актёрский состав. В статье для Variety Морин Райан написала, что актёрская игра Стивенса «является клеем, из-за которого „Легион“ не разваливается», а отношения между Хэллерром и Барретт являются «моментами утешения при просмотре, который в противном случае может быть исключительно напряжённым». После выхода первых трёх эпизодов Райан написала, что «задача „Легиона“ будет заключаться в том, чтобы сделать поиск Дэвида своей целостности чем-то бо́льшим, чем сумма ярких и часто увлекательных отдельных эпизодов. Человечность драмы даёт повод надеяться на лучшее». Тим Гудман из The Hollywood Reporter сказал: «Может показаться странным смотреть шоу Marvel на FX с британцем-аристократом из «Аббатства Даунтон», которое прошло обработку создателя «Фарго», однако всё это каким-то образом работает». Он высоко оценил актёрскую игру Стивенса и «оптические шутки» Хоули даже после первого эпизода, в котором история становится более понятной.
В статье для журнала Slate Сэм Адамс написал, что намерение Хоули деконструировать жанр супергеройского кино «в полной мере не отражает то, что делает шоу или хотя бы пытается сделать», назвав телесериал «хорошо спланированным: оно красиво снято, хорошо сыграно и достаточно изобретательно создано, чтобы предположить, что в его центре скрывается что-то умопомрачительное... [но] вместе с тем приходит ощущение, что у телесериала вместо сердца кубик Рубика». Дэвид Симс в  статье для The Atlantic называл «Легиона» «последним и самым терпимым дополнением» к тренду «шоу, которое полагается гораздо больше на настроение, чем на сюжет и которое переполнено потрясающими визуальными эффектами и расстраивающим, зацикленными диалогом». Симс похвалил стиль телесериала и актёрскую игру Стивенса, но отметил, что «шоу так сильно пытается ослепить, что забывает рассказать о несущую смысл историю». Хэнк Стьювер из The Washington Post также поставил под сомнение необходимость в очередном телесериале, где «зрители оказываются запертыми в ловушке замученного разума». Стьювер, испытывающий смешанные чувства по отношению к шоу в целом, назвал его «красиво сделанным», но спросил: «Разве это работа зрителя собирать всё по кусочкам?»

### Награды и номинации
«Легион» был включён во многие списки лучших телесериалов 2017 года, включая список блога io9 (2-е место), список Карима Абдул-Джаббара для The Hollywood Reporter (9-е место), список без мест Los Angeles Times и San Francisco Chronicle. Также сериал был включён во многие списки лучших новых телесериалов 2017 года, включая список Mashable (6-е место), Deadline.com (8-е место, поделил с сериалом «Большая маленькая ложь»), а также список без мест Vanity Fair. Кроме того, в середине 2017 года «Легион» был назван одним и лучших телесериалов года на тот момент по версии Nerdist, одним из лучших новых телесериалов года на тот момент по версии IndieWire (7-е место) и включён в топ-список без мест от CinemaBlend. Сайт Collider назвал сериал лучшим супергеройским шоу года.
| Год  | Награда                                | Категория                                                                          | Номинант                                                                             | Результат    |
| ---- | -------------------------------------- | ---------------------------------------------------------------------------------- | ------------------------------------------------------------------------------------ | ------------ |
| 2017 | TVLine’s Performer of the Week         | Актёрская игра в «Chapter 6»                                                       | Обри Плаза                                                                           | Победа       |
| 2017 | Золотой трейлер                        | Лучшее редактирование звука (ТВ спот / трейлер/ тизер телесериала)                 | Легион                                                                               | Победа       |
| 2017 | Сатурн                                 | Лучший супергеройский телесериал                                                   | Легион                                                                               | Номинация    |
| 2017 | Gold Derby TV Awards                   | Лучшая актриса второго плана в драматическом телесериале                           | Обри Плаза                                                                           | Номинация    |
| 2017 | Gold Derby TV Awards                   | Лучший приглашённый актёр в драматическом телесериале                              | Джемейн Клемент                                                                      | Номинация    |
| 2017 | The Joey Awards                        | Лучший актёр в телесериале в возрасте 3-8 лет                                      | Себастьян Биллингсли-Родригес                                                        | Номинация    |
| 2017 | The Joey Awards                        | Лучший второстепенный или приглашённый актёр в телесериале в возрасте 6-9 лет      | Кристиан Конвери                                                                     | Номинация    |
| 2017 | The Joey Awards                        | Лучший второстепенный или приглашённый актёр в телесериале в возрасте 6-9 лет      | Люк Росслер                                                                          | Номинация    |
| 2017 | Camerimage International Film Festival | Первый взгляд — ТВ-пилоты                                                          | Дана Гонсалес за «Chapter 1»                                                         | Номинация    |
| 2017 | IGN’s Best of 2017 Awards              | Телесериал года                                                                    | Легион                                                                               | Номинация    |
| 2017 | IGN’s Best of 2017 Awards              | Лучший новый телесериал                                                            | Легион                                                                               | Выбор народа |
| 2017 | IGN’s Best of 2017 Awards              | Лучший экшен-телесериал                                                            | Легион                                                                               | Ничья        |
| 2017 | IGN’s Best of 2017 Awards              | Лучший актёр в драматическом телесериале                                           | Дэн Стивенс                                                                          | Номинация    |
| 2018 | Спутник                                | Лучший жанровый телевизионный сериал                                               | Легион                                                                               | Номинация    |
| 2018 | ASC Awards                             | Выдающиеся достижения в кинематографии в телесериале для коммерческого телевидения | Дана Гонсалес за «Chapter 1»                                                         | Ожидается    |
| 2018 | Visual Effects Society Awards          | Выдающиеся визуальные эффекты в фотореальном эпизоде                               | Джон Росс, Эдди Бонин, Себастьян Бергерон, Лайонел Лим, Пол Бенджамин за «Chapter 1» | Номинация    |
| 2018 | Империя                                | Лучший телевизионный актёр                                                         | Дэн Стивенс                                                                          | Ожидается    |
| 2018 | GLAAD Media Awards                     | Выдающийся индивидуальный эпизод (в телесериале без основного персонажа-ЛГБТ)      | «Chapter 8»                                                                          | Ожидается    |
| 2018 | Пибоди                                 | Развлечение                                                                        | Легион                                                                               | Ожидается    |